# Xã Marion, Quận Allen, Ohio
Xã Marion (tiếng Anh: Marion Township) là một xã thuộc quận Allen, tiểu bang Ohio, Hoa Kỳ. Năm 2010, dân số của xã này là 6.715 người.